# НАМИ-1
НАМИ-1 (в оригинальной документации зачастую использовалось написание НАМИ-I) — первый легковой автомобиль, созданный в СССР. Был разработан в 1927 году научным автомоторным институтом (НАМИ).  на базе дипломного проекта молодого инженера Константина Андреевича Шарапова. Выпускался малой серией в Москве на Государственном автомобильном заводе № 4 «Спартак» (предшественник нижегородского «Гидромаша»).

Проект НАМИ-1 представлял собой попытку воплотить в реальность концепт легкового автомобиля, как автомобиля простого в конструкции, в то же время совмещающего комфорт и большую вместимость.

## История
Изначальный вариант проекта будущего НАМИ-1 был в порядке частной инициативы, создан выпускником Московского механико-электротехнического института Константином Андреевичем Шараповым для дипломной работы «Малолитражный автомобиль для российских условий эксплуатации и производства», тема которой была утверждена его научным руководителем профессором Евгением Алексеевичем Чудаковым в феврале 1925 года. По замыслу Шарапова, автомобиль должен был представлять собой промежуточную ступень между «сайклкаром» (мотоколяской) и обычным автомобилем, соединяя упрощённую конструкцию первого с пассажировместимостью второго.
Оценив проработанность, оригинальность и актуальность заложенных Шараповым в своё детище идей, Чудаков посоветовал своему коллеге из НАМИ, профессору Н. Р. Бриллингу, обратить на молодого инженера и его труды пристальное внимание. В результате после защиты дипломного проекта Шарапов продолжил работу над ним уже в качестве штатного сотрудника НАМИ, где вокруг него сложилась курируемая Бриллингом группа энтузиастов, включавшая А. А. Липгарта, Е. В. Чарнко и других молодых специалистов.
Первое упоминание о НАМИ-1 в прессе относится к августу 1925 года (публикация в журнале «Мотор»), а полный комплект чертежей был готов уже к лету следующего, 1926 года. Окончательное решение о производстве было принято Государственным трестом автомобильных заводов «Автотрест» (организация, объединявшая в те годы автомобилестроительные предприятия страны и до образования в 1930 году Всесоюзного объединения автотракторных заводов ВАТО фактически осуществлявшая руководство этой отраслью промышленности) к началу 1927 года.
К 1 мая 1927 года на Московском государственном автомобильном заводе № 4 «Автомотор» (впоследствии «Спартак») было изготовлено первое пробное шасси модели НАМИ-1, испытанное уже через неделю, всё ещё без полноценного кузова. Ещё две машины были собраны к сентябрю того же года, причём на всех них устанавливались временные кузова, угловатые и сильно упрощённые — один четырёхместный и один двухместный. 16 сентября эти два опытных экземпляра отправились в испытательный пробег по маршруту Крым-Москва-Крым, в котором они шли совместно с автомобилями иностранного производства (преимущественно модели Ford T) и двумя мотоциклами с коляской. Путь был преодолён без серьёзных поломок, причём НАМИ-1 показал достаточно высокую экономичность — полного бака хватало ему на 300 км пробега.
Шасси № 1 и № 3 после испытаний поступили на завод АМО, где для них были заново выполнены два варианта кузовов, на этот раз оба четырёхместных. Первый вариант кузова был более совершенен, но и более сложен в производстве, он имел аккуратную внешность, три двери — одну спереди справа и две задние, двухсекционное лобовое стекло и небольшое помещение для багажа в задней части. Второй кузов был упрощённым — он имел более примитивную отделку и только две двери, но при этом — трёхсекционное лобовое стекло с раздельными левой и правой «форточками», багажник отсутствовал. Ни один из них в серию так и не пошёл.
Наряду с моделью среднего класса — аналогом Ford A (будущим ГАЗ-А), НАМИ-1 был внесён в перспективный типаж советских легковых автомобилей на Первую пятилетку, развёртывание его выпуска было поручено всё тому же заводу «Автомотор» — «Спартак». При этом фактически «Спартак», имевший достаточно скромные производственные возможности, осуществлял только окончательную обработку деталей и общую сборку — так, большую часть литых и кованных заготовок поставил завод АМО, он же поставлял комплекты кузовов, которые впоследствии собирались и отделывались на 2-м Авторемонтном заводе, а производство мелкой деталировки и арматуры кузова взял на себя Завод автопринадлежностей № 5. Стоит отметить, что в те годы кузов считался изделием, до определённой степени отдельным от самого автомобиля — самоходного шасси с двигателем, и как правило поставлялся сторонними предприятиями; даже «Форд» многие типы кузовов для своих автомобилей заказывал у специализированных кузовных ателье.
Разумеется, ни о каком конвейере речи не шло — автомобили собирались полностью вручную, очень медленно и с невысоким качеством из-за низкой технической культуры рабочих, а также морального и физического устаревания производственного оборудования. Кроме того, в серию пошёл крайне упрощённый вариант кузова, с угловатыми формами, обусловленными использованием гнутых из листа облицовочных панелей, цельным лобовым стеклом без вентиляционных «форточек» и очень неудачным по конструкции и исполнению тентом. Масса автомобиля в серийном производстве оказалась сильно завышена (в основном за счёт того же кузова) — вместо проектных 400 кг его сухой вес доходил до 700 кг и более.
В 1927/28 экономическом году заводом был сформирован задел деталей на 125 автомобилей, однако задержки в обеспечении предприятия полным комплектом чертежей по вине НАМИ и перебои с поставкой импортных комплектующих (шин, магнето, стартёров) со стороны Госторга привели к торможению развертывания полноценного производства — первые 50 автомобилей были изготовлены в октябре-ноябре 1928 года, а покупателям отгружены лишь весной 1929.
Новое для СССР техническое явление — развёртывание серийного выпуска отечественного легкового автомобиля, пусть и в небольших масштабах — сразу же породило новую проблему организационно-экономического характера: налаживание механизма закупок автотранспорта его потенциальными потребителями, в качестве которых рассматривались в первую очередь государственные и общественные организации, а также сельскохозяйственные и промышленные кооперативы и частные предприниматели (в стране все ещё шёл НЭП). Изначально предполагалось, что имеющие интерес организации и частные лица будут обращаться по вопросу приобретения непосредственно на предприятие-изготовитель или в головную организацию «Автотрест» — последним была даже дана коммерческая реклама в печати. Однако из-за выпуска в крайне небольших количествах себестоимость НАМИ-1 в серийном производстве оказалась очень высокой, что повлияло на его розничную цену, установленную для первых 100 автомобилей в размере 8000 рублей за штуку (впоследствии снижена до 5180 рублей) — для сравнения, стоимость Ford A отечественной сборки в те же годы составляла около 2000 рублей. Такая цена оказалась неподъёмной для потенциальных покупателей даже в условиях резкого дефицита любых легковых автомобилей. В результате практически все выпущенные машины были централизованно выкуплены Автодором и распределены между гаражами государственных ведомств. В эксплуатации автомобили вызывали множество нареканий, причём обусловлены они были преимущественно не конструкцией автомобиля, а именно низким уровнем её исполнения.
Так или иначе, 1 октября 1930 года, через неполные три года после начала выпуска, производство НАМИ-1 было прекращено по распоряжению «Автотреста» в силу фактической невозможности исправления дефектов производства в имевшихся экономических и производственных условиях. Кроме того, имело место нежелание распылять финансовые и материально-технические ресурсы в условиях строительства в Нижнем Новгороде нового, современного автозавода проектной мощностью в сотни тысяч автомобилей в год. Тогда же производственные мощности «Спартака» были переданы АМО — с оговоркой о сохранении возможности восстановления производства НАМИ-1 в любой момент.
В общей сложности за 1927—1930 годы было выпущено 369 автомобилей этой модели. По другим источникам — 512 автомобилей за 1928—1931 годы, либо 190 автомобилей за 1928—1929 годы, из них 40 машин за 1928 год и 150 — за 1929.
Ещё до начала производства в Москве, в 1927 году, дублирующий комплект документации на НАМИ-1 был продан Ижорскому заводу в Ленинграде — крупному промышленному предприятию с большим опытом выпуска технически сложной продукции. При заводе был создан автомобильный отдел, началась подготовка к выпуску деталей. Однако уже через месяц все работы в этом направлении были прекращены по указанию Автотреста «в ожидании более совершенной модели» — которой, впрочем, так и не последовало (в качестве неё рассматривался, в частности, аналог шестиместного фаэтона Opel 10/45 PS).
К середине 1932 года в НАТИ (так к тому времени был переименован НАМИ в связи с тем, что после преобразования «Автотреста» в ВАТО в программу института были включены работы по тракторной тематике) под руководством того же Шарапова была создана значительно усовершенствованная модификация НАМИ-1, имевшая обозначение НАТИ-2 (НАТИ-II; не путать с полугусеничным НАТИ-2). Она имела более мощный рядный четырёхцилиндровый двигатель воздушного охлаждения и кузов более эстетичной формы — по-прежнему открытый, но уже с четырьмя дверьми и бамперами, были значительно доработаны многие иные узлы и агрегаты. Несколько опытных образцов НАТИ-2 было изготовлено в 1933 году в Ижевске в мастерских завода «Ижсталь» (по другой версии, на мотоциклетном заводе; по третьей — в Москве) — всего шесть двигателей, пять кузовов и пять шасси, из которых было собрано три готовых автомобиля. Однако в серию машина не пошла, так как к тому времени уже шло полным ходом строительство Нижегородского (будущего Горьковского) автозавода, рассчитанного на выпуск по отработанной иностранной технологии сразу 250—300 тыс. машин в год, включая 100 тыс. среднелитражных легковых. Попытки энтузиастов (в частности, Ю. Долматовского) убедить руководство отрасли в целесообразности параллельного выпуска малолитражного автомобиля, как дополняющего модель среднего литража и более пригодного для определённых условий эксплуатации, успехов не имели. В пользу подобного решения говорили и экономические подсчёты (в полной мере сохранялась проблема высокой себестоимости малолитражки при малотиражном производстве), а также — печальный опыт налаживания производства НАМИ-1 на «Спартаке». НАТИ же сконцентрировал свои силы на работе в хорошо оплачивавшемся в то время направлении — проектах грузовых автомобилей для вооружённых сил.
Почта СССР в 1973 году выпустила почтовую марку с изображением автомобиля НАМИ - 1.
Комплектные НАМИ-1 можно увидеть в Политехническом музее и Музее истории и трудовой славы НАО "Гидромаш" им. В. И. Лузянина, шасси с двигателем и некоторыми навесными элементами представлено в Музейном комплексе УГМК (г. Верхняя Пышма).

## Конструкция автомобиля
НАМИ-1 имел хребтовую раму в виде стальной трубы диаметром 135 мм, которая жёстко крепилась к фланцам картеров силового агрегата и редуктора главной передачи. Труба обладала большой жёсткостью на кручение и весила значительно меньше традиционной рамы лонжеронного типа, а также позволила сэкономить на отсутствии карданных шарниров. Вследствие выбранной конструкции шасси задняя подвеска автомобиля была независимой, в виде качающихся полуосей с поперечной рессорой. Передняя подвеска оставалась зависимой, на двух продольных четверть-эллиптических рессорах, причём все её узлы, как и рулевое управление, монтировались на картере силового агрегата, что облегчало сборку автомобиля на заводе. Длинноходная подвеска в сочетании с малой массой обеспечивала высокую проходимость автомобиля по грунтовым и просёлочным дорогам. Двигатель — V-образный двухцилиндровый, воздушного охлаждения, с верхним расположением клапанов, рабочим объёмом 1163 см³ и мощностью 22 л. с. Сцепление коническое, с механическим приводом от педали. Коробка передач — трёхступенчатая, без синхронизаторов. В главной передаче отсутствовал дифференциал. Тормоза — механические ленточные на все колёса (по другой информации — только на задние). Кузов — открытый, типа «фаэтон», с двумя дверьми — по одной на каждый ряд сидений, каркасно-панельный смешанной деревянно-металлической конструкции.
Иногда указывается, что прототипом для НАМИ-1 послужили чехословацкие «Татры» моделей 11 и 12 — последняя действительно очень удачно показала себя во время пробега Москва-Тифлис-Москва в 1925 году, придя к финишу первой из 78 машин, причём не в силу своих скоростных качеств, а за счёт надёжности и проходимости, чем привлекла к себе широкое внимание советских околоавтомобильных кругов. На самом деле это верно только отчасти, так как непосредственное сходство у этих автомобилей составляло лишь само использование трубчатой хребтовой рамы как конструктивного элемента. При этом конструкция многих агрегатов различалась, и весьма существенно. Так, у «Татры» передняя подвеска была выполнена на одной поперечной полуэллиптической рессоре, двигатель был оппозитным, а не V-образным, и так далее. Различалась даже используемая компоновочная схема: у НАМИ-1 силовой агрегат располагался полностью внутри колёсной базы, в то время, как у «Татры» — с выносом вперёд, над осью передних колёс (что улучшало распределение веса автомобиля по осям, но ограничивало динамический ход передней подвески, ухудшая проходимость). В целом будучи выполнен явно в духе чехословацкой инженерной школы, в частностях НАМИ-1 всё же представлял собой вполне самостоятельную конструкцию.

## Технические характеристики
1. Подобно чехословацкой «Татре», машина имела хребтовую раму в виде трубы диаметром 135 мм со внутренним валом без шарниров.
2. Подвеска задних колес — независимая (качающиеся полуоси), с поперечной рессорой, передних — зависимая. Независимая подвеска давала ей исключительно плавный ход для тех времён.
3. Кузов — четырёхместный фаэтон, причем каждый ряд сидений имел только одну дверь: передний — слева, задний — справа.
4. Сравнительно малая масса кузова. Снаряжённая масса — 700 кг.
5. Дорожный просвет 225 мм.
6. Диаметр колес 730 мм.
7. Двигатель мощностью 22 л. с., воздушного охлаждения.
8. Максимальная скорость — 90 км/ч, расход топлива: 8—10 л на 100 км пути.
9. Отсутствие дифференциала, независимая подвеска задних колес, большой дорожный просвет и колеса большого диаметра давали НАМИ-1 превосходство по проходимости перед многими легковыми автомобилями, эксплуатировавшимися в то время в СССР.